# حزب کاپیتالیست (نروژ)
حزب کاپیتالیست ( نروژی بوکمال : Liberalistene؛ نینورسک : Liberalistane "لیبرالها") یک حزب سیاسی در نروژ است. این حزب در سال ۲۰۱۴ تأسیس و به طور رسمی در سال ۲۰۱۶ به ثبت رسیده است، در تمام شهرستانها و چندین شهر کارزار در سراسر نروژ ایجاد کرده است.